# Romolo Guerrieri
Romolo Guerrieri (eigentlich Romolo Girolami; * 5. Dezember 1931 in Rom) ist ein italienischer Filmregisseur und Drehbuchautor. Er ist der Onkel von Enzo G. Castellari und Enio Girolami sowie der Bruder von Marino Girolami.

## Leben
Guerrieri, der sich nach dem Geburtsnamen seiner Mutter nannte, arbeitete zunächst bei Filmen seines Bruders Marino und stieg nach etlichen Arbeiten als Regieassistent 1961 zum Regisseur des zweiten Stabes bei Carlo Campogallianis Alboin, König der Langobarden auf. Im gleichen Jahr drehte er als Regisseur unter seinem Geburtsnamen die Komödie Bellezze sulla spiaggia. Ab 1966 führte er regelmäßig bei mehreren Filmen verschiedener Genres Regie. Unter den meist mit moderaten Budgets ausgestatteten Filmen ragt die Verfilmung des getöteten Carabiniere Salvo d’Acquisto und der Giallo Der schöne Körper der Deborah heraus. Ab den späten 1970er Jahren wandte sich Guerrieri sich verstärkt der Fernseharbeit zu. Für seinen Italowestern von 1966 benutzte er das Pseudonym Rod Gilbert.

## Filmografie
Als Regisseur
- 1961: Bellezze sulla spiaggia
- 1965: Sancho – dich küßt der Tod (Sette magnifiche pistole)
- 1966: Johnny Yuma (Johnny Yuma)
- 1967: 10.000 blutige Dollar (10.000 dollari per un massacro)
- 1968: Der schöne Körper der Deborah (Il dolce corpo di Deborah)
- 1969: Die Klette (Un detective)
- 1970: Il divorzio
- 1971: La controfigura
- 1973: Auf verlorenem Posten (La polizia è al servizio del cittadino?)
- 1974: Un uomo, una città
- 1976: Bewaffnet und gefährlich (Liberi armati pericolosi)
- 1978: Covert Action – Rauschgift tötet leise (Sono stato un agente C.I.A.)
- 1979: L’importante è non farsi notare
- 1982: La gorilla
- 1984: Rockit – Final Executor (L'ultimo guerriero)
- 1992: Krieg der Bosse (Due vite, un destino) (Fernsehfilm in zwei Teilen)